# Abensberg
Abensberg – miasto w Niemczech, w kraju związkowym Bawaria, w rejencji Dolna Bawaria, w regionie Ratyzbona, w powiecie Kelheim. Leży nad rzeką Abens.

## Historia
20 kwietnia 1809 Napoleon Bonaparte pokonał tutaj Austriaków. W 1919 miejscowość liczyła 2,2 tys. mieszkańców.

## Sport
W 1995 odbyła się tutaj runda Grand Prix Niemiec.